# Entomobrya multifasciata
Entomobrya multifasciata är en urinsektsart som först beskrevs av Tycho Fredrik Hugo Tullberg 1871.  Entomobrya multifasciata ingår i släktet Entomobrya, och familjen brokhoppstjärtar. Arten är reproducerande i Sverige.